# 明里董阿
明里董阿（13世纪—1340年），元朝大臣，元文宗时中书平章政事。
元仁宗年间，明里董阿担任翰林学士，因为行为不检，被人弹劾。元英宗至治元年（1321年）担任将作使，后来转任河南行省参知政事。致和元年（1328年），元泰定帝驾崩，他追随燕铁木儿在大都发动政变，他亲自南下迎立怀王即位为元文宗。于是担任大司农、中书省平章政事。又命为江浙行省平章政事，领储庆司事。元顺帝至元六年（1340年），以他参与天历二年谋杀元明宗，将其处死。